# TVes
TVes（Televisora Venezolana Social、ベネズエラ社会テレビ）は、2007年5月28日に開局したベネズエラの国営テレビ局。チャンネル2とも呼ばれている。

## 歴史
5月27日に放送免許の更新を取り消し閉局したRCTVの代わりとして、TVesを開局した。なお、RCTVの放送設備はすべてTVesによって制御されている。

### 放送開始
放送開始はベネズエラ現地時間の午前0時20分（JST: 同日午後1時50分）から『勇敢なる人民に栄光を』をオーケストラの演奏、子供たちの合唱で幕を開けた。その後、TVesのリル・ロドリゲス会長が開局の挨拶を行った。

## 主な番組
TVesは、ニュース、スポーツ、映画、音楽、演劇、子供番組を組む予定だった。しかしベネズエラの社会的多様性を反映して、平日の朝に、ナショナルジオグラフィックチャンネルの番組が放送されている。放送開始当時は世界の民族娯楽番組が放送されていた。また、スポーツ中継としては自国開催のコパ・アメリカ2007を中継した。